# Len Beurton
Leon Charles Beurton, auch Leonard Beurton, Beuston, Benston oder Brewer genannt (* 19. Februar 1914 in Oxford, England; † 29. Oktober 1997 in Berlin), war ein englischer Kommunist und Agent im Dienst des sowjetischen Nachrichtendienstes GRU und zweiter Ehemann der Schriftstellerin Ruth Werner (Ursula Hamburger, Ursula Kuczynski).
Im spanischen Bürgerkrieg war er Mitglied der Internationalen Brigaden. Ab 1939 war er zusammen mit Alexander Foote (Jim) Agent im schweizerischen Netz von Ursula Hamburger. Er trat dort unter anderem unter dem Decknamen Jack bzw. John Miller in Erscheinung. Zeitweise trat er auch als Kuczynskis Scheinehemann auf. Beurton war ab 1940 Chiffrierer im Netz von Sándor Radó und gilt als eine der Schlüsselfiguren im Spionagering der Roten Drei (mit diesem Namen werden in den USA die Rote-Kapelle-Gruppen in der Schweiz bezeichnet). 1940 heiratete er Ursula Kuczynski und verhalf ihr so zur britischen Staatsbürgerschaft. Im Spätsommer 1942 kehrte er nach mehrjähriger Tätigkeit in der Schweiz nach England zurück und meldete sich als Freiwilliger zur britischen Armee. 1945/46 gehörte er zu den britischen Besatzungstruppen in Berlin.
Anfang 1950 folgte er seiner Frau bei der Flucht aus England in die Deutsche Demokratische Republik und lebte an ihrer Seite bis zu seinem Tod 1997. In der Nachkriegszeit arbeitete er bei der Nachrichtenagentur ADN.
Beigesetzt wurde Len Beurtons Urne auf dem Friedhof Baumschulenweg im Berliner Bezirk Treptow-Köpenick, in dessen Nähe er seit 1950 mit seiner Familie gelebt hatte.